# Hieratita
La hieratita és un mineral de la classe dels halurs. Rep el seu nom de l'illa on va ser descoberta, Vulcano, la qual els grecs coneixia amb el nom de Hiera.

## Característiques
La hieratita és químicament hexafluorosilicat de potassi de fórmula química K₂SiF₆. Cristal·litza en el sistema isomètric, en cristalls cuboctaèdrics i octàedrics; també en forma d'estalactites
concrecionàries, amb textura d'esponjosa a densa a concrecionària. La seva duresa a l'escala de Mohs és 2,5.
Segons la classificació de Nickel-Strunz, la hieratita pertany a «03.CH - Halurs complexos, silicofluorurs» juntament amb els següents minerals: mal·ladrita, bararita, criptohalita, demartinita i knasibfita.

## Formació i jaciments
La hieratita es forma com a dipòsit al voltant de fumaroles volcàniques. Se n'han trobat exemplars a la mina Kehley's Run (Pennsilvània, EUA); Hekla (Suðurland, Islàndia); al Vesuvi (Campània) i a la Fossa cràter (Vulcano, Itàlia); a l'illa de Reunió, a Santa Helena i al Nyiragongo (Kivu Nord, República Democràtica del Congo).
Sol trobar-se associada amb altres minerals com: sassolita, mirabilita, glauberita, realgar, alums, avogadrita i mal·ladrita.